# Jurgita
Jurgita ist ein litauischer weiblicher Vorname, abgeleitet von Jurgis („Georg“). Die Abkürzung ist Jurga. 

## Namensträgerinnen
- Jurgita Jurkutė-Širvaitė (* 1985), Fotomodell, „Miss Litauen“ 2007
- Jurgita Mališauskienė (* 1990), litauische Schachspielerin
- Jurgita Petrauskienė (* 1975), Bildungspolitikerin, Ministerin
- Jurgita Sejonienė (* 1981), Politikerin, Seimas-Mitglied
- Jurgita Šiugždinienė (* 1972), Bildungspolitikerin, Ministerin, Seimas-Mitglied